# U-17-Fußball-Weltmeisterschaft der Frauen 2008/Gruppe D
Resultate der Gruppe D der U-17-Fußball-Weltmeisterschaft der Frauen 2008:
| Pl. | Land      | Sp. | S | U | N | Tore    | Diff. | Punkte |
| --- | --------- | --- | - | - | - | ------- | ----- | ------ |
| 1.  | Südkorea  | 3   | 2 | 0 | 1 | 006:300 | +3    | 06     |
| 2.  | England   | 3   | 2 | 0 | 1 | 004:300 | +1    | 06     |
| 3.  | Nigeria   | 3   | 1 | 1 | 1 | 004:400 | ±0    | 04     |
| 4.  | Brasilien | 3   | 0 | 1 | 2 | 003:700 | −4    | 01     |

## Brasilien – England 0:3 (0:0)
| Brasilien                                                           | Brasilien | England | England |
| ------------------------------------------------------------------- | --- | --- | ------- |
| Brasilien                                                           | \| 30. Oktober 2008 um 0:00 Uhr (MESZ) in Wellington (Westpac Stadium) \| \| Zuschauer: 10.795 \| \| Schiedsrichterin: Michelle Pye ( Kanada) \|                                  | \| 30. Oktober 2008 um 0:00 Uhr (MESZ) in Wellington (Westpac Stadium) \| \| Zuschauer: 10.795 \| \| Schiedsrichterin: Michelle Pye ( Kanada) \| | England |
| Brasilien                                                           | Aline (74. Eduarda) - Tuani , Rafaelle, Fernanda, Juliana Cardozo - Bruna, Thais, Beatriz (19. Juliana) - Raquel, Franciele (56. Ana Caroline), Ketlen Cheftrainer: Marcos Gaspar | Lauren Davey - Naomi Chadwick, Jodie Jacobs, Gemma Bonner - Jessica Holbrook (87. Paige Eli), Jordan Nobbs , Isobel Christiansen, Lucy Staniforth (61. Rebecca Jane) - Rachel Daly (69. Lucy Bronze), Danielle Carter, Lauren Bruton Cheftrainerin: Lois Fidler | England |
| Brasilien                                                           | 0:1 Danielle Carter (71.) 0:2 Lauren Bruton (75.) 0:3 Danielle Carter (89.) | | England |
| Brasilien                                                           | Ketlen (68.) | Lauren Bruton (86.) | England |
| 30. Oktober 2008 um 0:00 Uhr (MESZ) in Wellington (Westpac Stadium) | | |         |
| Zuschauer: 10.795                                                   | | |         |
| Schiedsrichterin: Michelle Pye ( Kanada)                            | | |         |

## Südkorea – Nigeria 1:2 (0:1)
| Südkorea                                                            | Südkorea | Nigeria | Nigeria |
| ------------------------------------------------------------------- | --- | --- | ------- |
| Südkorea                                                            | \| 30. Oktober 2008 um 3:00 Uhr (MESZ) in Wellington (Westpac Stadium) \| \| Zuschauer: 11.500 \| \| Schiedsrichterin: Finau Vulivuli ( Fidschi) \|                                                                                     | \| 30. Oktober 2008 um 3:00 Uhr (MESZ) in Wellington (Westpac Stadium) \| \| Zuschauer: 11.500 \| \| Schiedsrichterin: Finau Vulivuli ( Fidschi) \|                                                                                      | Nigeria |
| Südkorea                                                            | Lee Hyo Ju – Seo Hyun Sook, Lee Eun Kyung, Shin Mi Na, Koh Kyung Yeon – Lee Young Ju (46. Hye Jin Oh), Hyun Su Mok (Oh Hye Jin), Lee Hyun Young, Lee Mi Na (46. Cho Sun Hwa) - Park Hee Young , Lee Min Sun Cheftrainer: Gérard Sergent | Marbel Egwuena – Nina Egeonu Gilbert, Gloria Ofoegbu, Helen Ukaonu, Regina MacFancy, Chiwendu Chukwunonye – Martina Ohadugha, Ngozi Okobi - Desire Oparanozie, Soo Adekwagh, Ebere Orji (54. Amenze Aighewi) Cheftrainer: Felix Ibe Ukwu | Nigeria |
| Südkorea                                                            | 1:2 Ji, So Yun (85.) | 0:1 Soo Adekwagh (1.) 0:2 Amenze Aighewi (60.) | Nigeria |
| Südkorea                                                            | Regina MacFancy (49.) | | Nigeria |
| 30. Oktober 2008 um 3:00 Uhr (MESZ) in Wellington (Westpac Stadium) | | |         |
| Zuschauer: 11.500                                                   | | |         |
| Schiedsrichterin: Finau Vulivuli ( Fidschi)                         | | |         |

## Nigeria – England 0:1 (0:0)
| Nigeria                                                             | Nigeria | England | England |
| ------------------------------------------------------------------- | --- | --- | ------- |
| Nigeria                                                             | \| 2. November 2008 um 1:00 Uhr (MESZ) in Wellington (Westpac Stadium) \| \| Schiedsrichterin: Etsuko Fukano ( Japan) \| | \| 2. November 2008 um 1:00 Uhr (MESZ) in Wellington (Westpac Stadium) \| \| Schiedsrichterin: Etsuko Fukano ( Japan) \| | England |
| Nigeria                                                             | Marbel Egwuena - Doris Ewhubare, Gloria Ofoegbu, Helen Ukaonu, Regina MacFancy, Chiwendu Chukwunonye - Martina Ohadugha, Ngozi Okobi (50. Amenze Aighewi) - Desire Oparanozie (86. Valentine Ibe) Soo Adekwagh, Ebere Orji (40. Amarachi Okoronkwo) Cheftrainer: Felix Ibe Ukwu | Lauren Davey - Naomi Chadwick, Jodie Jacobs, Gemma Bonner, Lucy Bronze (71. Rachel Daly) - Jessica Holbrook, Jordan Nobbs , Isobel Christiansen - Rebecca Jane (67. Rachel Pitman), Danielle Carter, Lauren Bruton (90. Lucy Staniforth) Cheftrainer: Lois Fidler | England |
| Nigeria                                                             | 0:1 Jessica Holbrook (79.) | | England |
| Nigeria                                                             | Jodie Jacobs (24.) | | England |
| 2. November 2008 um 1:00 Uhr (MESZ) in Wellington (Westpac Stadium) | | |         |
| Schiedsrichterin: Etsuko Fukano ( Japan)                            | | |         |

## Brasilien – Südkorea 1:2 (0:0)
| Brasilien                                                           | Brasilien | Südkorea | Südkorea |
| ------------------------------------------------------------------- | --- | --- | -------- |
| Brasilien                                                           | \| 2. November 2008 um 4:00 Uhr (MESZ) in Wellington (Westpac Stadium) \| \| Zuschauer: 6.471 \| \| Schiedsrichterin: Damgoua Neguel ( Kamerun) \|                                   | \| 2. November 2008 um 4:00 Uhr (MESZ) in Wellington (Westpac Stadium) \| \| Zuschauer: 6.471 \| \| Schiedsrichterin: Damgoua Neguel ( Kamerun) \|                                                                                 | Südkorea |
| Brasilien                                                           | Aline - Thaynara, Tuani , Rafaelle, Juliana Cardozo (46. Thatiane) - Bruna, Thais, Juliana - Raquel, Franciele (71. Rafaela), Ketlen (81. Rafaela Baroni) Cheftrainer: Marcos Gaspar | Lee Hyo Ju - Seo Hyun Sook, Lee Eun Kyung (78. Park Hee Young), Song Ari, Shin Mi Na , Oh Yu Sun, Koh Kyung Yeon - Oh Hye Jin (90. Lee Mi Na), Lee Hyun Young, Cho Sun Hwa (71. Ji So Yun) - Lee Min Sun Cheftrainer: Kim, Yong Ho | Südkorea |
| Brasilien                                                           | 1:2 Raquel (66.) | 0:1 Lee Min Sun (47.) 0:2 Lee Hyun Young (56.) | Südkorea |
| Brasilien                                                           | Song Ari (60.) | | Südkorea |
| 2. November 2008 um 4:00 Uhr (MESZ) in Wellington (Westpac Stadium) | | |          |
| Zuschauer: 6.471                                                    | | |          |
| Schiedsrichterin: Damgoua Neguel ( Kamerun)                         | | |          |

## Nigeria – Brasilien 2:2 (1:1)
| Nigeria                                                                       | Nigeria | Brasilien | Brasilien |
| ----------------------------------------------------------------------------- | --- | --- | --------- |
| Nigeria                                                                       | \| 5. November 2008 um 4:00 Uhr (MESZ) in Christchurch (Queen Elizabeth II Park) \| \| Schiedsrichterin: Natalja Awdontschenko ( Russland) \| | \| 5. November 2008 um 4:00 Uhr (MESZ) in Christchurch (Queen Elizabeth II Park) \| \| Schiedsrichterin: Natalja Awdontschenko ( Russland) \|                                       | Brasilien |
| Nigeria                                                                       | Marbel Egwuena – Doris Ewhubare (74. Nina Egeonu Gilbert), Helen Ukaonu, Regina MacFancy, Chiwendu Chukwunonye - Martina Ohadugha, Ngozi Okobi (59. Prudent Ugoh) - Amarachi Okoronkwo (89. Gloria Ofoegbu), Amenze Aighewi, Soo Adekwagh, Ebere Orji Cheftrainerin: Felix Ibe Ukwu | Aline - Thatiane, Thaynara, Tuani , Rafaelle, Juliana Cardozo (88. Taiana) - Bruna, Thais, Juliana (58. Rafaela Baroni) - Raquel (61. Rafaela), Ketlen Cheftrainerin: Marcos Gaspar | Brasilien |
| Nigeria                                                                       | 1:1 Ebere Orji (43.) 2:2 Amarachi Okoronkwo (75.) | 0:1 Ketlen (35.) 1:2 Rafaelle (71.) | Brasilien |
| Nigeria                                                                       | Regina MacFancy (40.),Ebere Orji (52.) | Thais (23.) | Brasilien |
| Nigeria                                                                       | Ebere Orji (61.) | | Brasilien |
| 5. November 2008 um 4:00 Uhr (MESZ) in Christchurch (Queen Elizabeth II Park) | | |           |
| Schiedsrichterin: Natalja Awdontschenko ( Russland)                           | | |           |

## England – Südkorea 0:3 (0:2)
| England                                                                 | England | Südkorea | Südkorea |
| ----------------------------------------------------------------------- | --- | --- | -------- |
| England                                                                 | \| 5. November 2008 um 4:00 Uhr (MESZ) in Auckland (North Harbour Stadium) \| \| Zuschauer: 3.920 \| \| Schiedsrichterin: Damgoua Neguel ( Kamerun) \|                                                                                       | \| 5. November 2008 um 4:00 Uhr (MESZ) in Auckland (North Harbour Stadium) \| \| Zuschauer: 3.920 \| \| Schiedsrichterin: Damgoua Neguel ( Kamerun) \|                                                                                | Südkorea |
| England                                                                 | Lauren Davey - Naomi Chadwick, Jodie Jacobs, Gemma Bonner, Lucy Bronze - Jordan Nobbs , Isobel Christiansen - Rebecca Jane, Danielle Carter (90. Paige Eli), Lauren Bruton, Sarah Wiltshire (66. Lucy Staniforth) Cheftrainerin: Lois Fidler | Lee Hyo Ju - Seo Hyun Sook, Lee Eun Kyung, Song Ari (75. Park Hee Young), Shin Mi Na , Oh Yu Sun, Koh Kyung Yeon - Oh Hye Jin, Lee Hyun Young - Ji So Yun, Lee Min Sun (81. Cho Sun Hwa - 90. Jeoun Eun Ha) Cheftrainer: Kim, Yong Ho | Südkorea |
| England                                                                 | 0:1 Ji, So Yun (8.) 0:2 Koh, Kyung Yeon (16.) 0:3 Song, Ari (71.) | | Südkorea |
| England                                                                 | Jodie Jacobs (89.) | | Südkorea |
| 5. November 2008 um 4:00 Uhr (MESZ) in Auckland (North Harbour Stadium) | | |          |
| Zuschauer: 3.920                                                        | | |          |
| Schiedsrichterin: Damgoua Neguel ( Kamerun)                             | | |          |